# 怪物 (2015年電影)
《怪物》是一部於2015年美國科学奇幻恐怖片，根据瑪莉·雪萊的1818年小說《科學怪人》改编。為保羅·麥格根執導，由詹姆斯·麥艾維飾演維克多·弗蘭肯斯坦，並與丹尼爾·雷德克里夫飾演的伊果共同主演。
該片由二十世紀福斯排於2015年11月25日在美國上映，口碑與票房雙敗，媒體與影評界批評電影內容沒有新意，票房收入對比4000萬美元的預算屬於虧損狀態。

## 劇情
故事敘述維克多·弗蘭肯斯坦與助手伊果正在進行一項讓死者重生的瘋狂計劃，但這使維克多陷入黑暗深淵而化身成怪物「科學怪人」，唯有好友伊果才能幫助他脫離這場可怕的噩夢。
1860年代倫敦的馬戲表演中，有位無名駝背的小丑獲得維克多·弗蘭肯斯坦協助拯救表演時受傷的羅蕾萊，駝背的小丑通曉醫學，讓維克多印象深刻，因此救他逃離馬戲團。維克多也醫治了小丑的駝背，並命名從出生就沒有名字的駝背為“伊果”。他們兩人成了進行實驗的合作夥伴，目標是創造生命，而這樣的實驗目標招致篤信宗教警察督察羅德里克·特平的憤怒，特平認為創造生命的實驗是有罪的。
維克多和伊果從動物和人類屍體創造了形貌如黑猩猩般的醜惡生物“戈登”後，將成果帶到大學展現。戈登雖然復活過來，暴烈的行為讓維克多和伊果必須立刻毀滅戈登，維克多的展示失敗了。羅蕾萊對可怖實驗感到震驚，敦促伊果該勸阻維克多。維克多被父親唾棄，被大學開除，而維克多富有的同學芬尼根看上這實驗的發展性，有私人野心，願意資助維克多，鼓勵他繼續開發更進一步的人造生命。不久之後，特平和他的部下襲擊維克多的實驗室，摧毀了維克多的發明，督察羅羅德里克·特平在搜查中受傷，而維克多逃至芬尼根在蘇格蘭的城堡，並進一步構建具有人形與有智慧的生命：普羅米修斯的計畫。伊果不信任芬尼根，而拒絕加入這計畫，在好友維克多離開後，伊果被芬尼根扔進泰晤士河，所幸伊果並未淹溺，設法逃脫至羅蕾萊處。
伊果與羅蕾萊知道維克多處於險境，前往芬尼根的城堡解救維克多。正盲目建構普羅米修斯的維克多，起初不瞭解好友伊果的用心，而在普羅米修斯這無人性的創造物獲得生命後，維克多體悟伊戈爾的勸誡是正確的。維克多盲目創出龐然怪物普羅米修斯對人類無貢獻，怪物在混亂中殺死眾多人，包含芬尼根等。伊果與維克多一同努力，終於刺穿普羅米修斯的兩顆心臟，終止實驗。
次日，羅蕾萊遞給他伊戈爾一封信，是維克多所寫，維克多對造成傷害表示歉意，並稱頌伊果是他的“偉大的創造”。

## 演員
- 詹姆斯·麥艾維 飾 維克多·弗蘭肯斯坦（Victor Frankenstein）[3]
- 丹尼爾·雷德克里夫 飾 伊果（英语：Igor (character)）（Igor）[3]
- 潔西卡·布朗·芬德莉 飾 羅蕾萊（Lorelei）[4]
- 安德魯·斯科特 飾 羅德里克·特平（Roderick Turpin）[5]
- 馬克·加蒂斯 飾 德特魏勒（Dettweiler）
- 卡倫·透納 飾 阿利斯泰爾（Alistair）[6]
- 丹尼爾·梅斯（英语：Daniel Mays） 飾 巴納比（Barnaby）[7]
- 史賓賽·威爾丁（英语：Spencer Wilding） 飾 科學怪人

## 製作
最初於2011年由二十世紀福斯聘請的麥克斯·蘭迪斯撰寫劇本。2012年9月，宣布保羅·麥格根擔任導演。2013年3月，丹尼爾·雷德克里夫加入電影飾演伊果；2013年7月，詹姆斯·麥艾維將飾演主角維克多·弗蘭肯斯坦。2013年9月，潔西卡·布朗·芬德莉加入劇組。
電影的攝製大多於英國進行，拍攝地點包括朗克羅斯、特威克納姆電影製片廠和查塔姆歷史造船廠。主要拍攝於2013年11月25日，直至2014年3月20日結束。

## 發行
2013年10月，該片的上映日期從原本的2014年10月17日延至2015年1月16日。2014年3月，日期改為2015年10月2日。2015年6月，上映日又改至2015年10月2日；最後又調到2015年11月25日，這原本為《史努比 The Peanuts Movie》和《絕地救援》的檔期。

### 評價
爛番茄專業評級24%，Metacritic得分34，主要獲得負面評價；影評人認為電影雖然給了科學怪人故事一個新的視角，但仍不足提升觀眾的興趣。

### 票房
電影在北美的週三與《金牌拳手》、《恐龍當家》以及廣泛發行的《愛在他鄉》和《好萊塢的黑名單》共同上映。首週預計能從2795間戲院中獲得1200萬美元的票房。然而，北美首週末卻僅獲得240萬美元的票房，口碑不佳。
北市首週票房為245萬新臺幣，位居當週第五。

## 外部連結
- 互联网电影数据库（IMDb）上《Victor Frankenstein》的资料（英文）
- 豆瓣电影上《Victor Frankenstein》的資料 （简体中文）
- 爛番茄上《Victor Frankenstein》的資料（英文）
- Metacritic上《Victor Frankenstein》的資料（英文）
- Box Office Mojo上《Victor Frankenstein》的資料（英文）